# U 121 (U-Boot, 1918)
U 121  war ein diesel-elektrisches Minen-U-Boot des Typs UE II, das für die deutsche Kaiserliche Marine im Ersten Weltkrieg gebaut wurde.

## Geschichte
U 121 wurde am 27. Mai 1916 in Auftrag gegeben und lief am 20. September 1918 bei der AG Vulcan in Hamburg vom Stapel. Aufgrund des Waffenstillstandes erfolgte eine Fertigstellung, aber keine Indienststellung.
Am 9. März 1919 wurde U 121 an Frankreich ausgeliefert und am 1. Juli 1921 als Zielschiff bei Cherbourg versenkt.